# Aprilia SR
L'Aprilia SR è uno scooter prodotto dalla casa motociclistica italiana Aprilia dal 1992 al 2020. 
Si tratta di un ciclomotore a 2 tempi considerato come uno dei primi ad aver introdotto il concetto di "sportivo" nel mondo degli scooter.

## Storia
Introdotto nel novembre del 1992, con questo ciclomotore la casa di Noale ha aperto la strada al concetto di scooter sportivo in grado di riprodurre emozioni motociclistiche, le soluzioni utilizzate nella prima serie erano all'avanguardia, dal freno a disco anteriore alla forcella teleidraulica, passando per le colorazioni ispirate alle Aprilia da competizione.
Il primo motore fu un monocilindrico verticale raffreddato ad aria di 49,3 cm³, con avviamento elettrico (tramite pulsante posto sul manubrio) o kick starter (la cosiddetta "pedalina" posta sul carter).
La prima serie subirà variazioni con il passare degli anni, il motore rimane Minarelli ma di tipo orizzontale, il raffreddamento diventa disponibile sia ad aria che a liquido, i freni rimangono in configurazione tamburo posteriore e disco anteriore.
Sono degne di nota le versioni "Replica", con le grafiche dedicate a diversi motociclisti Aprilia dell'epoca, tra cui Loris Reggiani, Max Biaggi (campione del mondo nella classe 250 nel '94, '95 e '96) e Doriano Romboni.

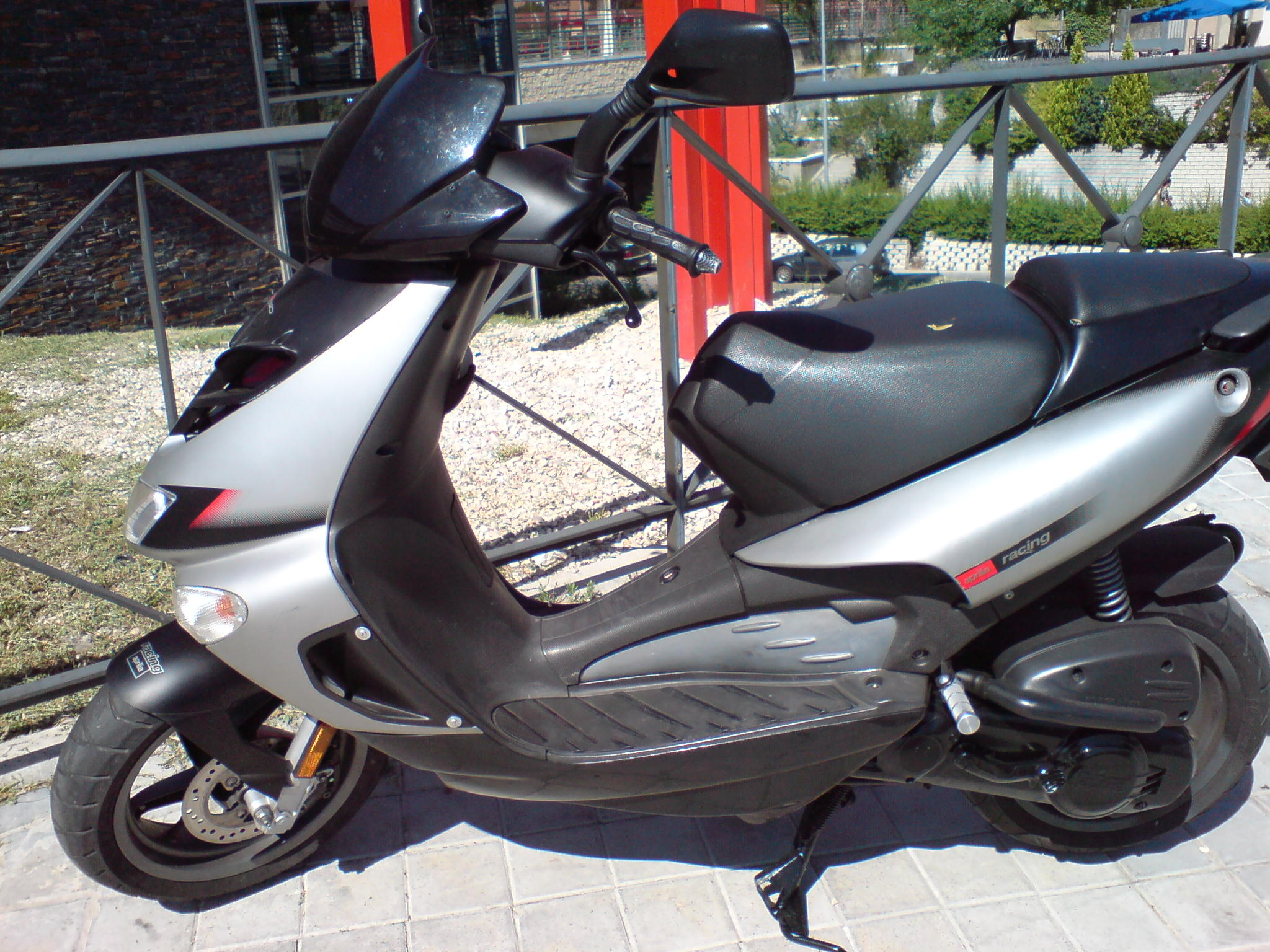
Aprilia SR Racing terza serie

La "seconda serie" (1997) subisce un deciso e profondo restyling, le linee squadrate del precedente modello vengono abbandonate in favore di linee più aerodinamiche e rotonde; il motore è un Minarelli orizzontale disponibile sia raffreddato ad aria che a liquido, i freni sono anteriore a disco, posteriore a tamburo (nella versione raffreddata ad aria) o disco (nella versione raffreddata a liquido). Questa serie è caratterizzata da soluzioni estetico/meccaniche all'avanguardia, come il freno a disco posteriore, la forcella anteriore teleidraulica Showa. Continua la tradizione delle versioni racing replica con le grafiche degli allora centauri della aprilia che gareggiavano nella 250 cm³ e nella SBK: Tetsuya Harada, Valentino Rossi, Loris Capirossi. Ci fu anche una versione chiamata Stealth che aveva subito modifiche a variatore, frizione e rapporto di compressione.
Nel 2000 l'SR subisce un leggero lifting: indicatori di direzione bianchi, nuovo musetto anteriore e nuovo parafango posteriore, oltre a un nuovo quadro strumenti.

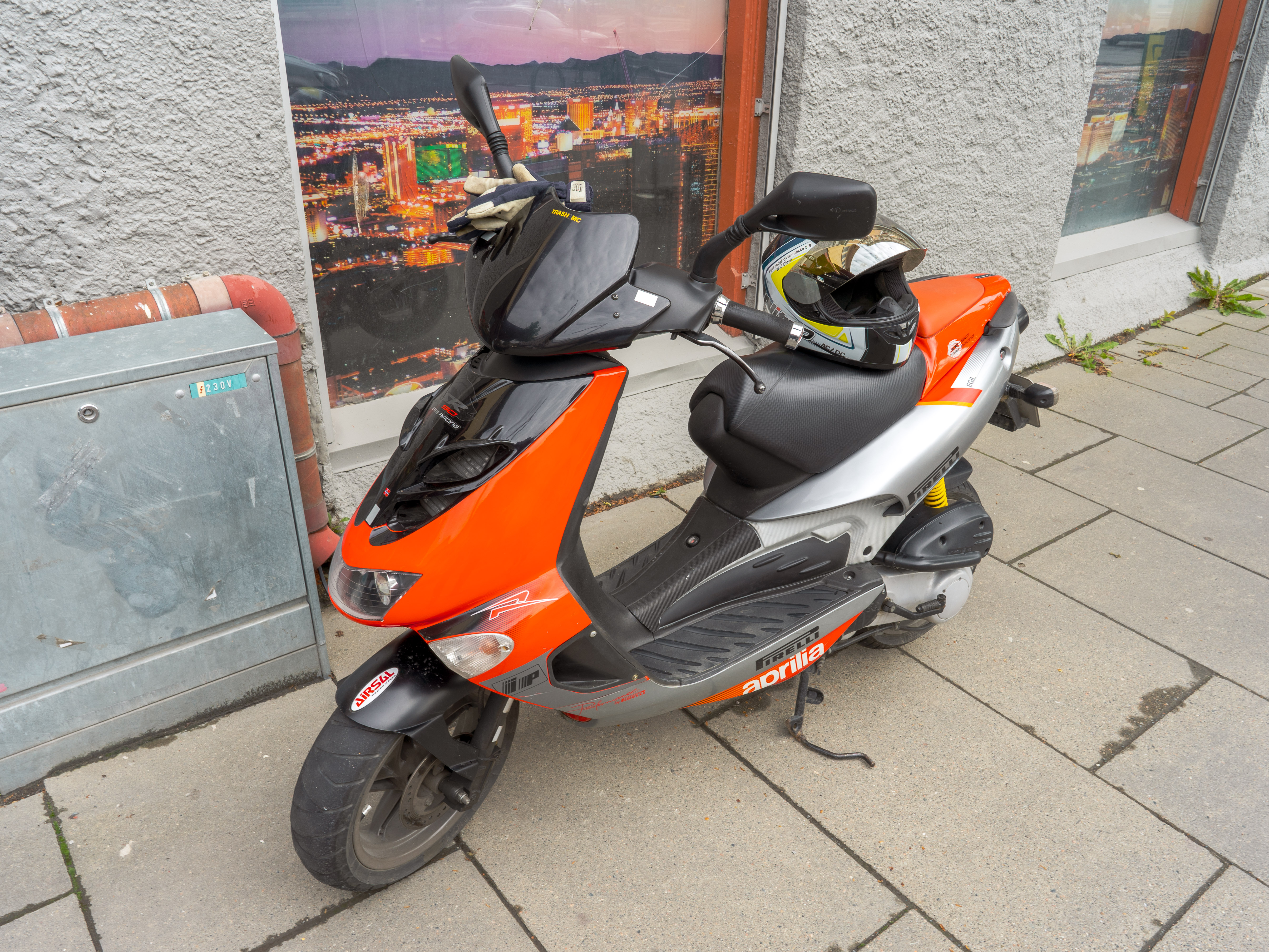
SR del 2003

Ma la novità più importante consiste nell'introduzione del motore ad iniezione elettronica, una soluzione finora utilizzata soltanto nelle auto e che l'Aprilia ha denominato DiTech.
Questo nuovo propulsore permette di ridurre i consumi e allo stesso tempo di inquinare meno e di migliorare le prestazioni. Inoltre continuano le colorazioni ispirate alle Aprilia da competizione.
Nel 2003 a seguito dei non pochi problemi riscontrati dagli utenti di SR con motore ad iniezione (Suzuki-Morini che era prodotto da Aprilia) viene montato su tutti gli SR ad iniezione il motore Piaggio, sempre naturalmente ad iniezione che viene già montato su Piaggio NRG e Gilera Runner con eccellenti risultati (consumi ancora più bassi, ad esempio).
Con l'introduzione di questo nuovo motore non vengono introdotte novità, salvo un nuovo carter identico a quello dei Piaggio e Gilera e l'accensione automatica dei fari, con la conseguente eliminazione dell'interruttore.

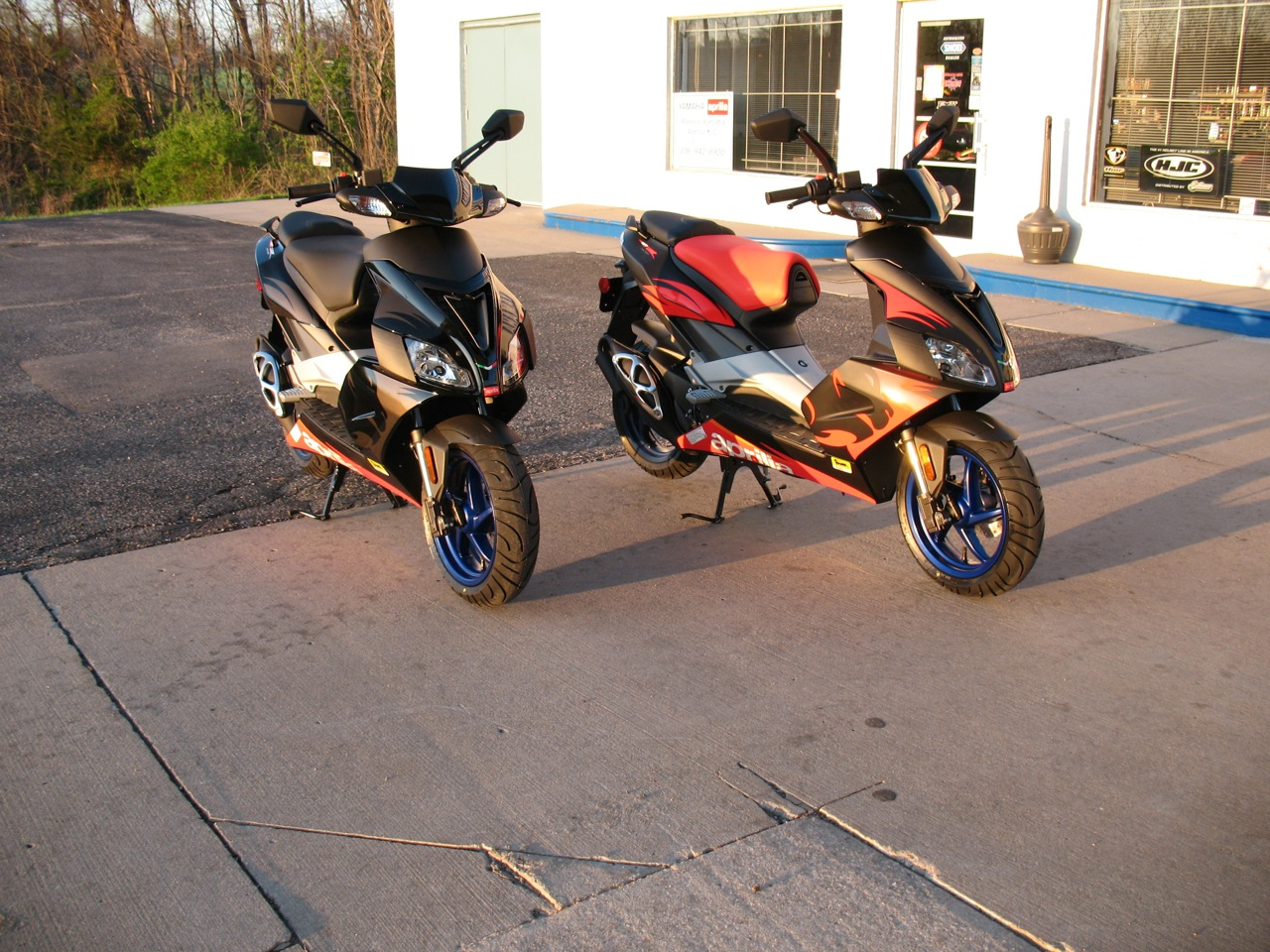
Una coppia di SR 50 quarta serie del 2007

Nel fine 2004 viene introdotta la quarta serie dell'SR: frutto di un investimento di oltre 1,3 milioni di euro presenta un design totalmente inedito, nuova strumentazione che comprende anche un computer di bordo che riporta autonomia, velocità media, consumo e l'adozione dei fari alogeni e anche degli abbaglianti (i fari dei precedenti SR, specialmente quelli della seconda serie erano poco potenti).
Il motore resta l'ormai collaudatissimo Piaggio ad iniezione, con l'aggiunta di un nuovo motore a carburatore, con quest'ultimo motore resta in produzione la terza serie dell'SR, il cui nome diviene SR 50 Street, più economica e con una gamma colori ridotta a Grigio Excalibur e Black Line.
Nel 2006 debuttano le versioni speciali 50 R e 50 R Factory.
Nel 2010 ritorna l’edizione speciale Replica.
Alla fine del 2017 termina la produzione dell’SR 50 Street (la terza serie) a causa del vecchio motore Euro 3, mentre all’EICMA di novembre viene presentato l’SR 50 R (quarta serie) con motore due tempi omologato Euro 4.
La produzione per il mercato europeo termina a fine 2020 a causa dell’entrata in vigore della normativa Euro 5 dal gennaio 2021 e delle difficoltà di omologazione dell'ormai vecchio motore due tempi.

## Design
Con le gomme e le sospensioni di carattere sportivo, e un più potente motore degli altri ciclomotori 50 cm³, l'Aprilia SR 50 si dimostra più veloce e agile della maggior parte dei concorrenti. Al 2004 le vendite hanno superato le 800 mila unità e dagli anni novanta si è presentato come un'eccezione nel mondo dei ciclomotori, orientato su tendenze motociclistiche.
Parte del suo carattere sportivo è dato dalle sue particolari colorazioni (alcune tra le quali "limited edition") che sono state concepite e pensate diversamente a seconda del paese di distribuzione del ciclomotore. Generalmente nei Paesi europei esiste una maggiore selezione rispetto, ad esempio, al Nord America (questo confrontando le colorazioni esposte nei rispettivi siti web del costruttore).

## Motori
L'SR50 si basa su una grande varietà di motori e nello stesso tempo sono stati utilizzati nei diversi mercati di distribuzione diverse motorizzazioni. Ad esempio, la seconda serie (1997-2003) è stata realizzata, a seconda del mercato, con motori Morini, Minarelli, Piaggio mentre l'ultimo modello (SR 50 R e SR50 R Factory) viene prodotto con motore Piaggio e Minarelli. I motori applicati appartengono però soltanto a due famiglie: a carburatore e a iniezione. Il motore a iniezione elettronica diretta coniato come DiTech (Direct injection Technology) è quello più costoso ma anche il più performante e con i consumi maggiormente ridotti. È stato introdotto con la seconda serie, dove l'iniezione fu applicata ai motori Morini, e utilizzato in tutte le versioni successive a motore Piaggio affiancato dalle rispettive versioni a carburatore. L'SR50 a iniezione è il più diffuso negli USA dove fino al 2008 è rimasto equipaggiato soltanto con motore Morini e dal 2009 con motore Piaggio. Aprilia ha dichiarato che gli SR50 DiTech sono in grado di percorrere 50 km con un litro a 50 km/h.

## SR50 in Europa
Nonostante sia classificato come un motoscooter (o semplicemente scooter), la potenza che è in grado di sprigionare l'SR50 è troppo alta, per cui in Gran Bretagna viene considerato una motocicletta. Di conseguenza per evitare che tale mezzo possa essere usato per gareggiare, la versione europea è prodotta con delle limitazioni meccaniche applicate al motore: per limitare la chiusura del variomatic (e quindi la velocità), è stata introdotta una rondella tra le due pulegge del variatore stesso; è stato diminuito il diametro del carburatore; è stato inserito un blocco nel collettore della marmitta originale. La versione a iniezione (o DiTech) è stata limitata invece soltanto al variatore automatico e, in questo caso, anche alla centralina (che agisce sui giri motore) ma i risultati conseguiti sono gli stessi: tali modifiche portano a una riduzione della velocità che così trattata raggiunge un massimo di 45 km/h con i fermi, mentre senza fermi può raggiungere gli 85–90 km/h.

## SR 125 e SR 150
Queste cilindrate furono presentate nell’ottobre 1998 e introdotte sul mercato nel 1999 ed erano simili ai 50 cm³, salvo dimensioni scooter, sella più grande e comoda, fari più potenti, telaio più prestazionale, rivista l'elettronica. Il motore era di origine Piaggio. Queste cilindrate vennero prodotte fino al 2002, subendo le stesse modifiche eseguite sul ciclomotore.